# RFK Majdanpek
RFK Majdanpek je bivši srbijanski nogometni klub iz Majdanpeka, a trenutno se natječe u Zoni Istok, četvrtom natjecateljskom rangu srpskog nogometa. Klub je osnovan 6. kolovoza 1934. godine pod imenom Rudar. Igra se na stadionu kapaciteta oko 2500 mjesta.
Klub se raspao 2020.

## Povijest
Klub je debitirao u drugoj jugoslavenskoj ligi 1977. Proveli su tri sezone u skupini Istok, prije nego što su 1980. ispali iz lige. Klub je drugi put igrao u drugoj ligi između 1986. i 1988.

## Uspjesi
Timočka zonska liga (4. rang)
- 2003./04.

Okružna liga Bor (5. rang)
- 2015./16.

## Vanjske poveznice
- Profil na srbijasport.net